# Том Чемберс (баскетболіст)
Томас Дуейн Чемберс (англ. Thomas Doane Chambers, нар. 21 червня 1959, Оґден, Юта, США) — американський професіональний баскетболіст, що грав на позиції важкого форварда за низку команд НБА. 

## Ігрова кар'єра
На університетському рівні грав за команду Юта (1977–1981), де разом з Денні Врейнсом був лідером команди.
1981 року був обраний у першому раунді драфту НБА під загальним 8-м номером командою «Сан-Дієго Кліпперс». У першому сезоні набирав 17,2 очка за гру та був найкращим бомбардиром команди. Наступного року «Кліпперс» підписали Террі Каммінгса, тому Чемберс підписав контракт з «Сіетлом».
З 1983 по 1988 рік грав у складі «Сіетл Суперсонікс». У сезоні 1986-1987 набираючи 23,3 очка за матч, був запрошений на свій перший матч усіх зірок НБА. У цьому матчі, який проходив у Сіетлі, набрав 34 очки та був визнаний найціннішим гравцем.
1988 року перейшов до «Фінікс Санз», у складі якої провів наступні 5 сезонів своєї кар'єри. 1989, 1990 та 1991 року знову брав участь у матчах всіх зірок НБА. 
У сезоні 1989-1990 набирав рекордні для себе 27,2 очка за матч. Двічі допомагав команді доходити до фіналів Західної конференції, утворивши дует з Кевіном Джонсоном. 1992 року до «Фінікса» приєднався Чарль Барклі, тому роль Чемберса зменшилась до шостого номера.
Наступною командою в кар'єрі гравця була «Юта Джаз», за яку він відіграв 2 сезони. Здебільшого замінював зірку клубу Карла Мелоуна та допоміг команді дійти до фіналу Західної конференції 1994 року.
З 1995 по 1996 рік грав у складі ізраїльської команди «Маккабі» (Тель-Авів).
1997 року приєднався до «Шарлотт Горнетс», за яких відіграв 12 матчів, після чого був відрахований з команди.
Останньою ж командою в кар'єрі гравця стала «Філадельфія Севенті-Сіксерс», до складу якої він приєднався у квітні 1997 року і за яку зіграв у одному матчі.

## Статистика виступів в НБА

### Регулярний сезон
| Сезон              | Команда                       | GP    | GS  | MPG  | FG%   | 3P%  | FT%   | RPG | APG | SPG | BPG | PPG  |
| ------------------ | ----------------------------- | ----- | --- | ---- | ----- | ---- | ----- | --- | --- | --- | --- | ---- |
| 1981–82            | «Сан-Дієго Кліпперс»          | 81    | 58  | 33.1 | .525  | .000 | .620  | 6.9 | 1.8 | 0.7 | 0.6 | 17.2 |
| 1982–83            | «Сан-Дієго Кліпперс»          | 79    | 79  | 33.7 | .472  | .000 | .723  | 6.6 | 2.4 | 1.0 | 0.7 | 17.6 |
| 1983–84            | «Сіетл Суперсонікс»           | 82    | 44  | 31.3 | .499  | .000 | .800  | 6.5 | 1.6 | 0.6 | 0.6 | 18.1 |
| 1984–85            | «Сіетл Суперсонікс»           | 81    | 60  | 36.1 | .483  | .273 | .832  | 7.1 | 2.6 | 0.9 | 0.7 | 21.5 |
| 1985–86            | «Сіетл Суперсонікс»           | 66    | 26  | 30.6 | .466  | .271 | .836  | 6.5 | 2.0 | 0.8 | 0.6 | 18.5 |
| 1986–87            | «Сіетл Суперсонікс»           | 82    | 82  | 36.8 | .456  | .372 | .849  | 6.6 | 3.0 | 1.0 | 0.6 | 23.3 |
| 1987–88            | «Сіетл Суперсонікс»           | 82    | 82  | 32.7 | .448  | .303 | .807  | 6.0 | 2.6 | 1.1 | 0.6 | 20.4 |
| 1988–89            | «Фінікс Санз»                 | 81    | 81  | 37.1 | .471  | .326 | .851  | 8.4 | 2.9 | 1.1 | 0.7 | 25.7 |
| 1989–90            | «Фінікс Санз»                 | 81    | 81  | 37.6 | .501  | .279 | .861  | 7.0 | 2.3 | 1.1 | 0.6 | 27.2 |
| 1990–91            | «Фінікс Санз»                 | 76    | 75  | 32.6 | .437  | .274 | .826  | 6.4 | 2.6 | 0.9 | 0.7 | 19.9 |
| 1991–92            | «Фінікс Санз»                 | 69    | 66  | 28.2 | .431  | .367 | .830  | 5.8 | 2.1 | 0.8 | 0.5 | 16.3 |
| 1992–93            | «Фінікс Санз»                 | 73    | 0   | 23.6 | .447  | .393 | .837  | 4.7 | 1.4 | 0.6 | 0.3 | 12.2 |
| 1993–94            | «Юта Джаз»                    | 80    | 0   | 23.0 | .440  | .311 | .786  | 4.1 | 1.0 | 0.5 | 0.4 | 11.2 |
| 1994–95            | «Юта Джаз»                    | 80    | 4   | 15.3 | .457  | .167 | .807  | 2.6 | 0.9 | 0.3 | 0.4 | 6.2  |
| 1996–97            | «Шарлотт Горнетс»             | 12    | 5   | 6.9  | .226  | .667 | .750  | 1.2 | 0.3 | 0.1 | 0.0 | 1.6  |
| 1997–98            | «Філадельфія Севенті-Сіксерс» | 1     | 0   | 10.0 | 1.000 | —    | 1.000 | 2.0 | 0.0 | 2.0 | 0.0 | 6.0  |
| Усього за кар'єру  | Усього за кар'єру             | 1,107 | 734 | 30.6 | .468  | .307 | .807  | 6.1 | 2.1 | 0.8 | 0.6 | 18.1 |
| В іграх усіх зірок | В іграх усіх зірок            | 4     | 1   | 21.0 | .518  | .400 | .773  | 4.0 | 1.3 | 1.5 | 0.0 | 19.3 |

### Плей-оф
| Сезон             | Команда             | GP  | GS | MPG  | FG%  | 3P%  | FT%  | RPG  | APG | SPG | BPG | PPG  |
| ----------------- | ------------------- | --- | -- | ---- | ---- | ---- | ---- | ---- | --- | --- | --- | ---- |
| 1984              | «Сіетл Суперсонікс» | 5   | —  | 38.2 | .475 | .000 | .667 | 6.6  | 1.6 | 1.0 | 0.6 | 13.6 |
| 1987              | «Сіетл Суперсонікс» | 14  | 14 | 35.6 | .449 | .333 | .808 | 6.4  | 2.3 | 0.9 | 0.9 | 23.0 |
| 1988              | «Сіетл Суперсонікс» | 5   | 5  | 33.6 | .549 | .000 | .829 | 6.2  | 2.2 | 0.6 | 0.2 | 25.8 |
| 1989              | «Фінікс Санз»       | 12  | 12 | 41.3 | .459 | .409 | .859 | 10.9 | 3.8 | 1.1 | 1.3 | 26.0 |
| 1990              | «Фінікс Санз»       | 16  | 16 | 38.3 | .425 | .263 | .879 | 6.7  | 1.9 | 0.4 | 0.4 | 22.2 |
| 1991              | «Фінікс Санз»       | 4   | 4  | 35.5 | .409 | .000 | .737 | 5.8  | 2.5 | 1.8 | 1.3 | 17.0 |
| 1992              | «Фінікс Санз»       | 7   | 0  | 27.7 | .459 | .571 | .844 | 4.4  | 2.7 | 0.3 | 0.7 | 15.6 |
| 1993              | «Фінікс Санз»       | 24  | 1  | 15.7 | .388 | .400 | .815 | 2.7  | 0.5 | 0.3 | 0.4 | 7.3  |
| 1994              | «Юта Джаз»          | 16  | 0  | 20.3 | .361 | .000 | .793 | 2.8  | 0.8 | 0.3 | 0.6 | 5.8  |
| 1995              | «Юта Джаз»          | 5   | 0  | 12.0 | .500 | .333 | .692 | 2.6  | 0.4 | 0.4 | 0.0 | 6.4  |
| Усього за кар'єру | Усього за кар'єру   | 108 | 52 | 28.3 | .440 | .303 | .827 | 5.3  | 1.7 | 0.6 | 0.6 | 15.4 |